# Ace Sports Group Tennis Classic 2010
L'Ace Sports Group Tennis Classic 2010 è stato un torneo di tennis facente parte della categoria ITF Women's Circuit nell'ambito dell'ITF Women's Circuit 2010. Il montepremi del torneo era di $25 000 ed esso si è svolto nella settimana tra il 18 gennaio e il 24 gennaio su terra rossa. Il torneo si è giocato nella città di Lutz in Florida (Stati Uniti) e aveva un montepremi di 25.000 $.

## Vincitrici

### Singolare
Mandy Minella ha battuto in finale  Jamie Hampton con il punteggio di 6–2, 4–6, 6–2

### Doppio
Aurélie Védy /  Mashona Washington hanno battuto in finale  Maria Fernanda Alves /  Florencia Molinero con il punteggio di 6–3, 6–3